# Кубецкое
Кубецкое — озеро в Усть-Долысской волости Невельского района Псковской области.
Площадь — 1,1 км² (112,3 га, с островами — 113,0 га). Максимальная глубина — 7,2 м, средняя глубина — 2,9 м.
Расположено в 15 км к северо-западу от города Невель. На берегу озера находится деревня Кубок.
Проточное. Относится к бассейну реки Западная Двина, в частности, реки Уща (притока Дриссы).
Тип озера лещово-уклейный. Массовые виды рыб: щука, окунь, плотва, лещ, красноперка, язь, густера, щиповка, уклея, линь, налим, вьюн, карась; широкопалый рак.
Для озера характерны: дно — заиленный песок, песок, камни.